# Zemfira
Zemfira Talgatovna Ramazanova (ryska:Земфира Талгатовна Рамазанова), född 26 augusti 1976, är en rysk sångare med basjkiriskt ursprung. Hon är ledare och sångare i det ryska rockbandet Zemfira. Bandet grundades 1998 och är mycket populärt i Ryssland och i de forna Sovjetstaterna.

## Album
- Zemfira (Земфира) (1998)
- Förlåt mig min älskade (Прости Меня Моя Любовь) (2000)
- 14 veckor av tystnad (14 Недель Тишины) (2002)
- Vendetta (Вендетта) (2005)
- Zemfira Live (2006)
- Tack (Спасибо) (2007)
- Z-Sides (2009)
- Zemfira. Live 2 (2010)

## Singlar
- Snö (Снег) (1999)
- Adjö (До Свидания) (2000)
- Londonhimmel (Небо Лондона) (2000)
- Trafik (Трафик) (2001)
- 10 pojkar (2008)